# Waudru de Mons
Pour les articles homonymes, voir Sainte-Waudru (homonymie).
Waudru de Mons ou Waldeltrude ou Waldetrude (en latin Waldetrudis), née à Cousolre en 612,, morte le 9 avril 686 ou 688 à Mons, dont elle est la sainte patronne, était la sœur d'Aldegonde de Maubeuge.
Connue en néerlandais comme sint Waldetrudis (ou sint Waltrudis), elle est aussi la patronne de la ville anversoise de Herentals où l'immense église principale porte le nom de Sint-Waldetrudiskerk (« Église Sainte-Waudru »).
Liturgiquement sainte Waudru est commémorée le 9 avril, mais elle a aussi été fêtée le 3 février, le 12 août et le 2 novembre,. 

## Biographie

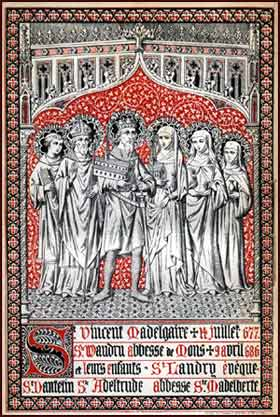
Vincent, Waudru et leurs quatre enfants.

Waudru est issue d'une famille de la haute aristocratie franque. Son père, Walbert ou Waubert, semble avoir été maire du palais de Clotaire II et sa mère, Bertille, était la fille d'un roi de Thuringe (Radulf ou Raoul Ier de Thuringe). Walbert et Bertille, comme leur fille Waudru et leur seconde fille, Aldegonde, également abbesse, ont été canonisés par l'Église.
Waudru épousa Madelgaire, comte de Famars ou de Hainaut selon les auteurs. Quatre enfants naquirent de ce mariage: Aldetrude, Madelberte, Landry et Dentelin.
Ayant achevé l'éducation de leurs enfants, Madelgaire, sous le nom de Vincent, se retira à l'abbaye de Hautmont qu'il avait fondée auparavant, tandis que Waudru, conseillée par saint Ghislain (son confesseur), fonda un oratoire sur une colline : c'est autour de cet oratoire, devenu abbaye bénédictine par la suite, que se développera la ville de Mons. Vers le milieu du XIIe siècle, l'abbaye deviendra un chapitre noble féminin.

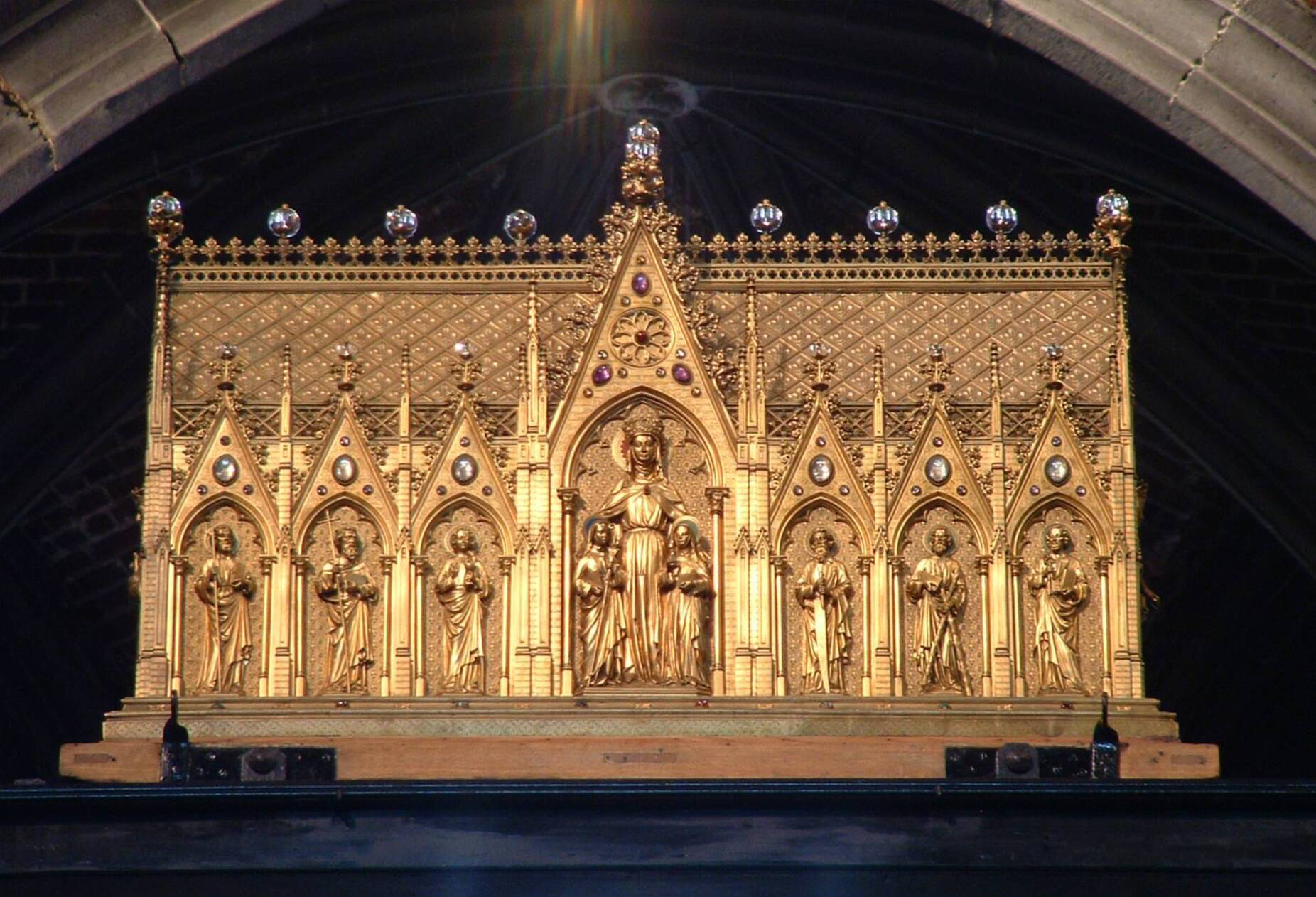
La châsse de sainte Waudru (1887), représentée au centre avec Aldetrude et Madelberte. Collégiale Sainte-Waudru de Mons.

À sa mort, la vox populi déclara Waudru sainte. Aye, une cousine, lui succéda à la tête de la communauté féminine, l'abbaye étant mixte à l'origine.
Ce n'est qu'en 1039 que l'Église officialisa la canonisation par l'intermédiaire de l'évêque de Cambrai. Sa cousine et successeur sera, elle aussi, canonisée.

## Iconographie
Waudru est traditionnellement représentée accompagnée de ses deux filles qu'elle protège de son manteau.

## Anecdote
- Des légendes relatent que des souterrains percent le sous-sol de la région, du beffroi de Mons au mont Panisel (une colline au sud-est de Mons), comme de Mons à Saint-Ghislain, appelée Ursidongus à l'époque de Waudru. L'une de ces légendes raconte que Waudru et Ghislain étaient amants et que pour se retrouver, ils effectuaient le trajet dans un de ces souterrains, se rencontrant à peu près à mi-chemin. Ghislain lui demandait alors si elle voulait « commettre le péché de chair », ce à quoi Waudru aurait répondu « Quare non ? » (Pourquoi pas ? en français). « Quare non » serait à l'origine du nom de Quaregnon, commune située entre Mons et Saint-Ghislain[7].

## Voir aussi

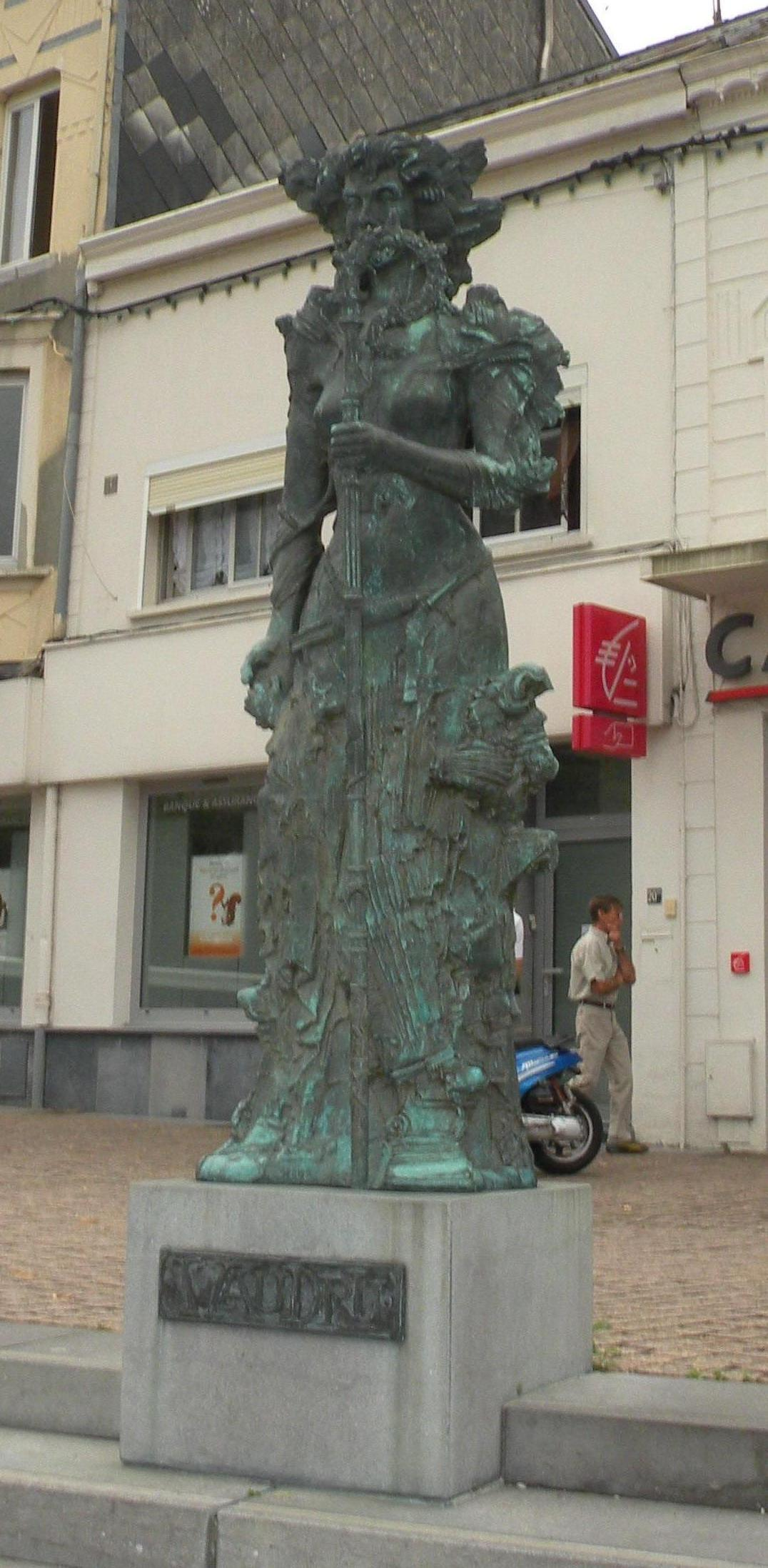
Statue de Waudru de Mons à Hautmont.